# Rodrigo Prieto (piłkarz)
Rodrigo Prieto Aubert (ur. 8 lutego 1983 w Guadalajarze) – meksykański piłkarz pochodzenia francuskiego występujący na pozycji napastnika.

## Kariera klubowa
Prieto pochodzi z Guadalajary, wychowywał się w piłkarskiej rodzinie – profesjonalnymi graczami byli jego ojciec Max Prieto oraz stryjowie Gerónimo Prieto, Anastasio Prieto oraz Fausto Prieto. Posiada obywatelstwo francuskie ze względu na pochodzenie rodziny matki. Treningi piłkarskie rozpoczynał w juniorskiej drużynie o nazwie Delfines, lecz w późniejszym czasie został przyjęty do akademii młodzieżowej lokalnego giganta – klubu Chivas de Guadalajara, z którym byli związani wszyscy członkowie jego rodziny. Podczas jednego z turniejów juniorskich w Europie został zauważony przez skautów z Holandii i jako osiemnastolatek dołączył do klubu SC Heerenveen. Tam spędził pół roku, po czym zanotował również kilkumiesięczne epizody kolejno w duńskim FC Midtjylland, angielskim Watford FC i malezyjskim Brunei DPMM FC.
W wieku dwudziestu lat Prieto powrócił do Meksyku, gdzie podpisał umowę z drużyną Monarcas Morelia. Tam, za kadencji szkoleniowca Rubéna Omara Romano, pierwszy mecz rozegrał w kwietniu 2003 z amerykańskim Columbus Crew (0:2) w ćwierćfinale Pucharu Mistrzów CONCACAF, zaś w meksykańskiej Primera División zadebiutował 3 sierpnia tego samego roku w zremisowanym 1:1 spotkaniu z Irapuato. Nie potrafił sobie jednak wywalczyć miejsca w wyjściowym składzie, pozostając wyłącznie głębokim rezerwowym dla czołowych napastników ligi, takich jak Carlos Pavón, Reinaldo Navia, Rafael Márquez Lugo czy Luis Gabriel Rey. Udane występy notował za to w drugoligowych rezerwach Morelii – ekipie Mérida FC, dokąd był dwukrotnie wypożyczany na okres sześciu miesięcy. W lipcu 2005 udał się na wypożyczenie do innego drugoligowca – Trotamundos de Tijuana, gdzie również spędził pół roku, lecz z powodu kontuzji zanotował tylko jeden występ. Bezpośrednio po tym powrócił do pierwszej ligi, na zasadzie wypożyczenia zasilając Cruz Azul ze stołecznego miasta Meksyk, w którego barwach także wystąpił zaledwie raz.
W późniejszym czasie Prieto, nie mogąc znaleźć klubu, przebywał na testach w kilku drużynach z Niemiec, Cypru i Izraela, a po pół roku na zasadzie wypożyczenia dołączył ostatecznie do drugoligowego zespołu Puebla FC. Na koniec rozgrywek 2006/2007 jako jeden z ważniejszych graczy wywalczył z nim awans do najwyższy szczebel. Bezpośrednio po tym po raz trzeci został wypożyczony do drugoligowego Mérida FC, gdzie spędził rok bez poważniejszych osiągnięć. W późniejszym czasie udał się na wypożyczenie już po raz siódmy – tym razem do wenezuelskiego Carabobo FC z miasta Valencia, zostając tym samym pierwszym Meksykaninem w historii tamtejszej ligi. W wenezuelskiej Primera División zadebiutował 23 sierpnia 2008 w zremisowanej 1:1 konfrontacji z Zulią, zaś premierowego gola strzelił już pięć dni później w wygranym 2:0 meczu z Atlético El Vigía. W tym samym roku został królem strzelców krajowego pucharu (Copa Venezuela), zdobywając pięć goli. Barwy Carabobo reprezentował przez sześć miesięcy, będąc najjaśniejszym punktem walczącego o utrzymanie zespołu.
Wiosną 2009 Prieto przeszedł do najbardziej utytułowanego klubu z Wenezueli – stołecznego Caracas FC. Tam już w pierwszym sezonie – 2008/2009 – wywalczył z ekipą prowadzoną przez Noela Sanvicente tytuł mistrza kraju, a także wygrał puchar Wenezueli. W sezonie 2009/2010 zdobył z Caracas drugie z rzędu mistrzostwo Wenezueli, a ogółem w tej drużynie występował przez półtora roku, notując jednak średnio udane występy w rozgrywkach ligowych, gdyż bardziej skuteczni byli przeważnie inni napastnicy klubu – Rafael Castellín, Zamir Valoyes i Fernando Aristeguieta. Po odejściu z Caracas powrócił do ojczyzny, gdzie przez kilka tygodni trenował z drugoligowym CF La Piedad; ostatecznie nie znalazł tam jednak zatrudnienia i przez pół roku pozostawał bez klubu.
W styczniu 2011 Prieto jako wolny zawodnik podpisał umowę z drugoligowym Dorados de Sinaloa z siedzibą w Culiacán, skąd po udanych sześciu miesiącach przeniósł się do innego drugoligowca – nowo założonego klubu Neza FC z miasta Nezahualcóyotl. Tam z miejsca wywalczył sobie niepodważalną pozycję w formacji ofensywnej, tworząc skuteczny duet atakujących najpierw z Luciano Emílio, a następnie z Everem Guzmánem. W jesiennym sezonie Apertura 2012 został królem strzelców drugiej ligi meksykańskiej, notując jedenaście trafień (ex aequo z Víctorem Lojero, zaś pół roku później, podczas wiosennych rozgrywek Clausura 2013, triumfował z Nezą w Ascenso MX. Wobec porażki w decydującym dwumeczu barażowym nie zaowocowało to jednak awansem do pierwszej ligi, a bezpośrednio po tym klub został rozwiązany. Sam zawodnik pozostaje najskuteczniejszym piłkarzem w krótkiej, dwuletniej historii klubu (dwadzieścia siedem bramek we wszystkich rozgrywkach).
Latem 2013 Prieto – wraz z resztą kolegów z zespołu – zasilił drugoligowy zespół Delfines del Carmen, któremu władze Nezy sprzedały swoją licencję. Tam spędził rok jako najlepszy strzelec ekipy, lecz nie odniósł żadnych osiągnięć drużynowych, a po sezonie jego klub przestał istnieć. On sam powrócił wówczas do Dorados de Sinaloa, z którym w sezonie Clausura 2015 – występując w duecie napastników z Roberto Nurse – wygrał rozgrywki Ascenso MX i awansował do najwyższej klasy rozgrywkowej. On sam pozostał jednak na drugim szczeblu rozgrywek i bezpośrednio po promocji podpisał kontrakt z zespołem Club Necaxa z miasta Aguascalientes. Jako gwiazda swojej drużyny i całej ligi, w sezonie Clausura 2016 już po raz trzeci w karierze triumfował w Ascenso MX, awansując z Necaxą do pierwszej ligi. W tym samym sezonie dotarł również do finału pucharu Meksyku – Copa MX.

## Statystyki kariery
| Morelia     | 2002–2003 | Meksyk    | Liga MX          | 0   | 0   | —  | —   | LMC      | 2  | 1   | 2   | 1   |
| Morelia     | 2003–2004 | Meksyk    | Liga MX          | 5   | 0   | —  | —   | —        | —  | —   | 5   | 0   |
| Mérida      | 2003–2004 | Meksyk    | Ascenso MX       | 22  | 9   | —  | —   | —        | —  | —   | 22  | 9   |
| Morelia     | 2004–2005 | Meksyk    | Liga MX          | 4   | 0   | —  | —   | —        | —  | —   | 4   | 0   |
| Mérida      | 2004–2005 | Meksyk    | Ascenso MX       | 19  | 9   | —  | —   | —        | —  | —   | 19  | 9   |
| Trotamundos | 2005–2006 | Meksyk    | Ascenso MX       | 1   | 0   | —  | —   | —        | —  | —   | 1   | 0   |
| Cruz Azul   | 2005–2006 | Meksyk    | Liga MX          | 1   | 0   | —  | —   | —        | —  | —   | 1   | 0   |
| Puebla      | 2006–2007 | Meksyk    | Ascenso MX       | 20  | 7   | —  | —   | —        | —  | —   | 20  | 7   |
| Morelia     | 2007–2008 | Meksyk    | Liga MX          | 1   | 0   | —  | —   | —        | —  | —   | 1   | 0   |
| Mérida      | 2007–2008 | Meksyk    | Ascenso MX       | 23  | 8   | —  | —   | —        | —  | —   | 23  | 8   |
| Carabobo    | 2008–2009 | Wenezuela | Primera División | 15  | 8   | 6  | 5   | —        | —  | —   | 21  | 13  |
| Caracas     | 2008–2009 | Wenezuela | Primera División | 12  | 4   | —  | —   | CL       | 10 | 1   | 22  | 5   |
| Caracas     | 2009–2010 | Wenezuela | Primera División | 24  | 2   | 4  | 4   | CL       | 5  | 0   | 33  | 6   |
| Dorados     | 2010–2011 | Meksyk    | Ascenso MX       | 18  | 6   | —  | —   | —        | —  | —   | 18  | 6   |
| Neza        | 2011–2012 | Meksyk    | Ascenso MX       | 30  | 10  | —  | —   | —        | —  | —   | 30  | 10  |
| Neza        | 2012–2013 | Meksyk    | Ascenso MX       | 36  | 16  | 13 | 1   | —        | —  | —   | 49  | 17  |
| Delfines    | 2013–2014 | Meksyk    | Ascenso MX       | 32  | 12  | 2  | 0   | —        | —  | —   | 34  | 12  |
| Dorados     | 2014–2015 | Meksyk    | Ascenso MX       | 30  | 7   | 7  | 2   | —        | —  | —   | 37  | 9   |
| Necaxa      | 2015–2016 | Meksyk    | Ascenso MX       | 38  | 15  | 4  | 2   | —        | —  | —   | 42  | 17  |
| Necaxa      | 2016–2017 | Meksyk    | Liga MX          | 0   | 0   | —  | —   | —        | —  | —   | 0   | 0   |
| Ogółem      |           |           |                  |     |     |    |     |          |    |     |     |     |
| Meksyk      | Meksyk    | Meksyk    | 280              | 99  | 26  | 5  | LMC | 2        | 1  | 308 | 105 |     |
| Wenezuela   | Wenezuela | Wenezuela | 51               | 14  | 10  | 9  | CL  | 15       | 1  | 76  | 24  |     |
| Ogółem      | Ogółem    | Ogółem    | Ogółem           | 331 | 113 | 36 | 14  | LMC + CL | 17 | 2   | 384 | 129 |

- LMC – Liga Mistrzów CONCACAF
- CL – Copa Libertadores